# انا ایدا الوارس
انا ایدا الوارس (انگلیسی: Ana Ida Alvares؛ زادهٔ ۲۲ ژانویهٔ ۱۹۶۵) بازیکن والیبال اهل برزیل است.